# Baja 500
La Baja 500 és una cursa de desert de vora 500 milles (uns 800 km) de recorregut que se celebra anualment des de 1969 a la península de la Baixa Califòrnia, Mèxic. El recorregut, sovint lleugerament inferior a les 500 milles, s'ha mantingut relativament igual al llarg dels anys i en la majoria d'edicions s'ha tractat d'una cursa "de bucle" (Loop race), amb sortida i arribada a Ensenada. La prova està regulada per SCORE International i és oberta a diversos tipus de vehicles, com ara camions, motocicletes, UTVs, buggies i vehicles de curses artesanals.

## Categories actuals i antigues

### Cotxes i camions
- SCORE Trophy Truck: Camions de producció "Open", sense límit
- SCORE Trophy Truck Legends: Camions Ford de producció "Open", sense límit, per a pilots de més de 50 anys
- SCORE Trophy Truck Spec: Camions de producció "Open", sense límit, amb motors de sèrie V-8 i tracció a dues rodes
- SCORE Class 1: Vehicles "open-wheel" (rodes externes) monoplaça o dos seients, sense límit
- SCORE Class 1/2-1600: Vehicles "open-wheel" (rodes externes) monoplaça o dos seients, fins a 1600cc
- SCORE Class 2: Buggies de fins a 2.200cc
- SCORE Class 3: Jeeps 4X4 de distància entre eixos curta
- SCORE Class 4: Vehicles "open-wheel" de fins a 2.200cc, sense límit
- SCORE Class 5: "Baja Bugs" sense límit
- SCORE Class 5-1600: "Baja Bugs" fins a 1600cc
- SCORE Class 6: Camions amb xassís de tub i motor V6
- SCORE Class 7: Mini camions "Open"
- SCORE Class 7S: Mini camions de sèrie (3000cc)
- SCORE Class 7SX: Mini camions modificats (4000cc)
- SCORE Class 8: Camions amb tracció a dues rodes
- SCORE Class 9: Vehicles "open-wheel" monoplaça o dos seients, de distància entre eixos curta
- SCORE Class 10: Vehicles "open-wheel" monoplaça o dos seients, fins a 2000cc
- SCORE Class 11: Turismes Volkswagen de sèrie.
- SCORE Lites Class 12: Vehicles "open-wheel" Volkswagen limitats (monoplaça - 1776cc, o dos seients - 1835cc)
- SCORE Class 17: Jeepspeed
- SCORE Stock Full: Camions de sèrie de gran cilindrada
- SCORE Stock Mini: Mini camions de sèrie (4300cc)
- SCORE Baja Challenge: Limitada, per a vehicles "open-wheel Baja touring"
- SCORE Sportsman Buggy:
- SCORE Sportsman Truck: Camions "pre-cursa"
- SCORE Sportsman UTV: UTV de quatre rodes fins a 660cc
- ProTruck: Camions de producció limitats regulats per la Baja ProTruck Off-Road Race Series

### Motocicletes
- SCORE Class 20: Motors de dos temps fins a 125 cc o de quatre temps fins a 250 cc
- SCORE Class 21: De 126 cc a 250 cc.
- SCORE Class 22: A partir de 250 cc
- SCORE Class 30: Pilots de més de 30 anys
- SCORE Class 40: Pilots de més de 40 anys
- SCORE Class 50: Pilots de més de 50 anys
- SCORE Class 60: Pilots de més de 60 anys

### Quads
- SCORE Class 24: Fins a 250 cc
- SCORE Class 25: A partir de 251 cc

## Guanyadors absoluts
A 1 de gener de 2025
| Any  | Automòbils i Camions           | Automòbils i Camions | Motocicleta                                                           | Motocicleta     |
| Any  | Pilots                         | Vehicle              | Pilots                                                                | Vehicle         |
| ---- | ------------------------------ | -------------------- | --------------------------------------------------------------------- | --------------- |
| 1969 | Bud Ekins, Guy Jones           | Baja Boot Olds       | Doug Douglas, Jim McClurg                                             | Ducati          |
| 1970 | Parnelli Jones                 | Ford bronco          | Bill Silverthorn, Gene Fetty                                          | Husqvarna       |
| 1971 | Bobby Ferro                    | Funco VW             | Malcolm Smith, J.N. Roberts                                           | Husqvarna       |
| 1972 | Bobby Ferro                    | Sandmaster VW        | Gene Fetty, Bill Silverthorn                                          | Honda           |
| 1973 | Parnelli Jones, Ethan Hair     | Ford                 | Howard Utsey, Mickey Quade                                            | Husqvarna       |
| 1974 | Bobby Ferro, Spencer Cookson   | Sandmaster VW        | Mitch Mayes, A.C. Bakken                                              | Husqvarna       |
| 1975 | Ivan Stewart                   | Funco VW             | Larry Roeseler, Bruce Ogilvie                                         | Harley-Davidson |
| 1976 | Bobby Ferro, Ivan Stewart      | Funco VW             | Larry Roeseler, A.C. Bakken                                           | Husqvarna       |
| 1977 | Ivan Stewart                   | Chenowth VW          | Larry Roeseler, Jack Johnson                                          | Husqvarna       |
| 1978 | Bud Feldkamp, Malcolm Smith    | Funco VW             | Brent Wallingsford, Scot Harden                                       | Husqvarna       |
| 1979 | Malcolm Smith, Bud Feldkamp    | Funco VW             | Jack Johnson                                                          | Husqvarna       |
| 1980 | Bob Gordon                     | Chenowth Chevy       | Bruce Ogilvie, Chuck Miller                                           | Yamaha          |
| 1981 | Malcolm Smith, Bill Newbury    | Chenowth Chevy       | Larry Roeseler, Bruce Ogilvie                                         | Yamaha          |
| 1982 | Larry Ragland                  | Funco VW             | Larry Roeseler, Chuck Miller                                          | Yamaha          |
| 1983 | Corky McMillin, Scott McMillin | Chenowth VW          | Dan Ashcraft                                                          | Husqvarna       |
| 1984 | Larry Ragland                  | Chaparral VW         | Dan Smith, Dan Ashcraft                                               | Husqvarna       |
| 1985 | Ron Gardner, Bud Feldkamp      | Funco VW             | Kurt Pfeiffer, Scot Harden                                            | Husqvarna       |
| 1986 | Corky McMillin, Scott McMillin | Chenowth Porsche     | Garth Sweetland, Scot Harden                                          | Husqvarna       |
| 1987 | Bob Gordon, Tim Crabtree       | Chenowth Porsche     | Larry Roeseler, Ted Hunnicutt Jr.                                     | Kawasaki        |
| 1988 | Mark McMillin                  | Chenowth Porsche     | Dan Ashcraft, Kurt Pfeiffer                                           | Yamaha          |
| 1989 | Robby Gordon                   | Ford                 | -                                                                     | -               |
| 1990 | Robby Gordon                   | Ford                 | Larry Roeseler, Danny LaPorte                                         | Kawasaki        |
| 1991 | Ivan Stewart                   | Toyota               | Garth Sweetland, Paul Krause                                          | Kawasaki        |
| 1992 | Ivan Stewart                   | Toyota               | Larry Roeseler, Ted Hunnicutt Jr., Paul Krause                        | Kawasaki        |
| 1993 | Ivan Stewart                   | Toyota               | Danny Hamel, Larry Roeseler, Ted Hunnicutt Jr.                        | Kawasaki        |
| 1994 | Dave Ashley, Dan Smith         | Ford                 | Paul Krause, Ted Hunnicutt Jr.                                        | Kawasaki        |
| 1994 | Ivan Stewart                   | Toyota Trophy Truck  | Paul Krause, Ted Hunnicutt Jr.                                        | Kawasaki        |
| 1995 | Mike Julson, Bob Lofton        | Jimco VW             | Paul Krause, Craig Smith                                              | Kawasaki        |
| 1995 | Curt LeDuc                     | Jeep Trophy Truck    | Paul Krause, Craig Smith                                              | Kawasaki        |
| 1996 | Troy Herbst                    | Smithbuilt Porsche   | Paul Krause, Ty Davis                                                 | Kawasaki        |
| 1996 | Rob MacCachren                 | Ford Trophy Truck    | Paul Krause, Ty Davis                                                 | Kawasaki        |
| 1997 | Mark McMillin                  | Jimco Porsche        | Johnny Campbell, Bruce Ogilvie                                        | Honda           |
| 1997 | Ivan Stewart                   | Toyota Trophy Truck  | Johnny Campbell, Bruce Ogilvie                                        | Honda           |
| 1998 | Ivan Stewart                   | Toyota               | Johnny Campbell, Bruce Ogilvie                                        | Honda           |
| 1999 | Ivan Stewart                   | Toyota               | Jonah Street, Torsten Borstrom                                        | Honda           |
| 2000 | Larry Ragland                  | Chevy                | Jonah Street, Steve Hengeveld                                         | Honda           |
| 2001 | Mark McMillin                  | Jimco Chevy          | Steve Hengeveld, Jonah Street                                         | Honda           |
| 2002 | Troy Herbst, Larry Roeseler    | Smithbuilt Ford      | Steve Hengeveld, Johnny Campbell                                      | Honda           |
| 2003 | Troy Herbst, Larry Roeseler    | Smithbuilt Ford      | Steve Hengeveld, Johnny Campbell                                      | Honda           |
| 2004 | Alan Pflueger                  | Chevy                | Steve Hengeveld, Johnny Campbell                                      | Honda           |
| 2005 | Robby Gordon                   | Chevy                | Mike Childress, Mouse McCoy                                           | Honda           |
| 2006 | Larry Ragland, Brian Collins   | Chevy                | Robby Bell, Kendall Norman                                            | Honda           |
| 2007 | Larry Ragland, Brian Collins   | Chevy                | Robby Bell, Kendall Norman, Steve Hengeveld                           | Honda           |
| 2008 | B.J. Baldwin                   | Chevy                | Robby Bell, Kendall Norman                                            | Honda           |
| 2009 | Rick D. Johnson                | Ford                 | Bill Boyer, Donnie De Arman, Nicholas Blais, Rudy Iribe               | Honda           |
| 2010 | Andy McMillin, Scott McMillin  | Ford                 | Kendall Norman, Quinn Cody                                            | Honda           |
| 2011 | Bryce Menzies                  | Ford                 | Kendall Norman, Quinn Cody                                            | Honda           |
| 2012 | Bryce Menzies                  | Ford                 | Robby Bell, David Pearson, Steve Hengeveld                            | Kawasaki        |
| 2013 | Robby Gordon                   | Chevy                | Timmy Weigand, Colton Udall, David Kamo                               | Honda           |
| 2014 | Bryce Menzies                  | Ford                 | Ricky Brabec, David Pearson, Max Eddy Jr.                             | Kawasaki        |
| 2015 | Apdaly Lopez, Aaron Ampudia    | Ford                 | Justin Morgan, Max Eddy, Ian Young                                    | Kawasaki        |
| 2016 | Tavo Vildósola, Aaron Ampudia  | Ford                 | Colton Udall, Mark Samuels                                            | Honda CRF450X   |
| 2017 | Andy McMillin                  | Gei                  | Francisco Arredondo, Justin Morgan, Shane Esposito, Roberto Viallobos | Honda CRF450X   |
| 2018 | Rob MacCachren                 | Ford                 | Justin Morgan                                                         | Honda CRF450X   |
| 2019 | Andy McMillin                  | Chevrolet            | Justin Morgan                                                         | Honda CRF450X   |
| 2020 | Dan McMillin                   | Chevrolet            | Mark Samuels                                                          | Honda           |
| 2021 | Larry Roeseler                 | Toyota               | Jason Alosi                                                           | Husqvarna       |
| 2022 | Rob MacCachren                 | Ford                 | Juan Carlos Salvatierra                                               | KTM             |
| 2023 | Bryce Menzies                  | Ford                 | Atruro Salas                                                          | KTM             |
| 2024 | Toby Price, Paul Weel          | Mason                | Arturo Salas                                                          | Honda           |